# Globicornis semilimbata
Globicornis semilimbata is een keversoort uit de familie spektorren (Dermestidae). De wetenschappelijke naam van de soort werd in 1906 gepubliceerd door Maurice Pic.